# Тёрнеровые
Тёрнеровые (лат. Turneraceae) — семейство цветковых растений, состоящее из 10 родов и 120 видов, распространённых в тропиках и субтропиках Африки и Америки.
По системе Кронквиста это семейство входит в порядок Фиалковые, но Angiosperm Phylogeny Group включает это семейство в порядок Мальпигиецветные. Семейство очень близко к семейству Страстоцветные.
Большинство тёрнеровых — травы и кустарники, изредка встречаются деревья.

## Роды
- Adenoa
- Erblichia
- Hyalocalyx
- Loewia
- Mathurina
- Piriqueta
- Stapfiella
- Streptopetalum
- Tricliceras (syn. Wormskioldia)
- Turnera — Тёрнера